# Vương triều nhục dục
Vương triều nhục dục (tiếng Hàn: 순수의 시대; Hanja: 純粹의 時代; Romaja: Sunsuui sidae; Tiếng Anh: Empire of Lust, Hán-Việt: Thuần tuý Thời đại) là một phim cổ trang Hàn Quốc 2015 với sự tham gia của Shin Ha-kyun, Jang Hyuk, Kang Han-na và Kang Ha-neul.

## Cốt truyện
Kim Min-jae (Shin Ha-kyun), là một vị tướng tài giỏi, nổi bật với việc bảo vệ biên giới của triều đại Joseon mới thành lập gần đây. Ông theo dõi sát sao Yi Bang-won (Jang Hyuk), con trai thứ năm của Vua Taejo (Son Byong-ho), người mà ông tin rằng có tham vọng chiếm lấy ngai vàng. Jin (Kang Ha-neul) là con trai của Kim Min-jae và là con rể của Hoàng đế. Do là con rể của Vua, anh không thể tham gia chính trị và chỉ đi tìm thú vui. Yi Bang-won có công trong việc giúp cha mình lật đổ triều đại Goryeo và thành lập Joseon, nhưng đã qua đời khi Taejo chọn người kế vị. Trong khi đó, Kim Min-jae lần đầu tiên phải lòng một thiếu nữ tên là Ka-hee (Kang Han-na), người mà ông lấy làm vợ lẽ, không nhận ra rằng cô ấy muốn thực hiện một mối quan hệ chống lại mình.

## Phân vai
- Shin Ha-kyun vai Kim Min-jae[7]
- Jang Hyuk vai Hoàng tử Yi Bang-won
- Kang Han-na vai Ka-hee
- Kang Ha-neul vai Jin[8]
- Son Byung-ho vai Vua Taejo
- Lee Jae-yong vai Jeong Do-jeon
- Choi Moo-sung vai Jo Young-kyu
- Kang Kyung-heon vai Phu nhân từ nhà Jeong
- Kim Da-ye vai Công chúa Gyeongsun
- Kim Gu-taek vai Ha Ryun
- Gi Ju-bong vai Jo Jun
- Kim Seung-gi vai Yi Je
- Lee So-yoon vai Sun-bun
- Hwang Geum-hee vai Mae-hyang
- Sa-hee vai Phu nhân từ nhà Min
- Lee So-yoon vai Soon-boon
- Moon Young-dong vai Nam-eun
- Yang Young-jo vai Shim Hyo-saeng
- Kim Wang-geun vai Nội quan Sang-seon
- Jo Hee-bong vai chủ của Hwajeon (khách mời)